# امام‌ده
امام‌ده یا شاه‌کیله، روستایی است از توابع بخش مرکزی شهرستان بهشهر در استان مازندران ایران.
این روستا قدمتی بیش از ۵۰۰ ساله داشته و از قدیم غالب مردم این روستا مشغول کشاورزی، دامپروری، پرورش ماهی و صیادی می‌باشند. این روستا در گذشته به دلیل وجود جوی‌های آب (در زبان تبری: کیله) و گذر جوی بزرگ‌تر از میان آن به شاه‌کیله معروف شد. این جوی (کیله) امروزه نیز در روستا قابل مشاهده می‌باشد.
در کتاب ایران و قضیه ایران نوشته سیاستمدار انگلیسی جرج کرزن، در رابطه با این روستا ذکر شده که در گذشته به صورت بندرگاهی جهت حمل و نقل بار و محصولات به بازار بزرگی که در منطقه وجود داشته، مورد استفاده قرار می‌گرفته که آثار آن تا حدود ۴۰ سال قبل قابل مشاهده بوده که اکنون به دلیل تغییر سطح آب، تا حدود زیادی از بین رفته است.
در ادامه بیان شده که این روستا علاوه بر بندرگاه منطقه، به صورت قلعه و بارویی جهت حفاظت از اشرف (بهشهر) مورد استفاده قرار می‌گرفته و از برج‌هایی که در شمال روستا وجود داشت به منظور نگهبانی و دیده‌بانی استفاده می‌شد، که اکنون نیز آثاری از آن برج‌ها قابل مشاهده می‌باشد.
همچنین در قدیم در روستای امام‌ده حمامی بسیار زیبا و به صورت خزانه‌ای، احداث شده بود که نشان دهنده قدمت این روستا و منطقه می‌باشد.

## جمعیت
این روستا در دهستان کوهستان قرار دارد و براساس سرشماری مرکز آمار ایران در سال ۱۳۸۵، جمعیت آن ۴۱۶ نفر (۱۰۲خانوار) بوده‌است. مردم امام‌ده از قومیت طبری هستند. مردم امام‌ده به زبان طبری (مازندرانی) سخن میگویند.